# 激論アリーナ
激論アリーナとは、毎週土曜日22時から24時生放送（その他随時再放映あり）の朝日ニュースターの討論番組の総称である。
朝日ニュースターがテレビ朝日直営となることに伴う抜本的な番組改正に伴い、「ニュースの真相傑作選」を除いて2012年3月で終了。

## 基本放送時間
- 生放送　土曜22:00-24:00
- 再放送
  - 放送された週の日曜17:00-19:00
  - 放送された次週の水曜21:00-23:00
  - 同木曜14:00-16:00
  - 同金曜1:00-3:00

## 構成番組
- ニュースの深層・傑作選

### 以下過去の番組
- 葉千栄のNIPPONぶった斬り
- 痛快!おんな組
- Learning Planet (2009年4月-)
- ニュースにだまされるな!（司会　金子勝、アシスタント　中村うさぎ）
- 月刊国際観察（司会　葉千栄、アシスタント　本村由紀子）
- 闘え!山里ジャーナル（司会　山里亮太）
- 山口教授の"ホントの経済"（司会　山口義行、野村真季、アシスタント　柳田のぞみ）